# القيم القياسية لمبيدات الآفات
يتم تطبيق القيم القياسية لمبيدات الآفات في جميع أنحاء العالم للتحكم في تلوث مبيدات الآفات، حيث يتم تطبيق مبيدات الآفات بشكل كبير في العديد من التطبيقات الزراعية والتجارية والسكنية والصناعية. عادةً ما يتم تنظيم القيمة القياسية لمبيدات الآفات في التربة السطحيّة السكنية (على سبيل المثال، القيمة الإرشادية لتنظيم التربة لمبيدات الآفات،)، مياه الشرب (على سبيل المثال، الحد الأقصى لمستوى تركيز مياه الشرب للمبيدات والذي يُعرف أكثر بـ Cmax)، الأطعمة (على سبيل المثال، الحد الأقصى لمخلّفات أغذية مبيدات الآفات)، والأقسام البيئية الأخرى (مثل الهواء أو المياه السطحية أو المياه الجوفية أو الرواسب في القاع أو الكائنات المائيّة).

## التعريف
تحدد القيم القياسية لمبيدات الآفات الحد الأقصى لكمية الملوثات التي قد تكون موجودة دون إثارة شكل من أشكال الاستجابة التنظيمية مثل صحة الإنسان والتأثيرات البيئية. غالبًا ما يتم اشتقاق القيم القياسية لمبيدات الآفات من بيانات السموم المختبريّة (أي التجارب على الحيوانات)، والمعايير البشرية أو البيئية (أي وزن الجسم، ومعدل الاستيعاب، والعمر، وما إلى ذلك)، ونماذج المخاطر على صحة الإنسان مثل نماذج وكالة حماية البيئة الأمريكية (USEPA). من ناحية أخرى، اتخذ الاتحاد الأوروبي نهجًا احترازيًا (وفقًا لمبادئ سياسته البيئية) قبل توفر البيانات السمية وتقديم معايير صارمة للغاية ووقائية لجميع مبيدات الآفات في مياه الشرب.

## القيم القياسية العالمية لمبيدات الآفات
حتى تشرين الثاني/نوفمبر 2017، أقل من 30٪ من دول العالم نظمت قيمًا قياسية لمبيدات الآفات في التربة السكنية السطحية، فيما قدمت حوالي 50٪ من إجمالي الدول القيم القياسية لمبيدات الآفات في مياه الشرب والأغذية الزراعية. تفتقر العديد من الدول في إفريقيا وآسيا وأمريكا الجنوبية إلى القيم القياسية لمبيدات الآفات لمسارات التعرض البشرية والبيئية الرئيسية مثل التربة والرواسب والمياه.
غالبًا ما تختلف القيم القياسية لمبيدات الآفات للعديد من مبيدات الآفات الحالية والتاريخية المستخدمة على نطاق واسع مثل ثنائي كلورو ثنائي فينيل ثلاثي كلورو الإيثان، وألدرين، ولندان، و غليفوسات، وكلوربيريفوس مما يشير إلى وجود اتفاق ضئيل على تنظيم القيم القياسية لمبيدات الآفات بين الولايات القضائية العالمية. بالإضافة إلى ذلك، فإن العديد من القيم القياسية العالمية لمبيدات الآفات ليست منخفضة بما يكفي لحماية الصحة العامة بناءً على حسابات حدود عدم اليقين على صحة الإنسان وتقديرات المساهمة القانونية القصوى.

## أنظر أيضًا
- الملوثات العضوية الثابتة
- علم السموم المائية